# Déplacement isotopique

Spectre RMN du proton d'une solution de deutérure d'hydrogène HD (barres rouges) et de dihydrogène (barres bleues).

Le déplacement isotopique est le décalage de certaines raies spectrales d'une substance en conséquence de la substitution d'un de ses isotopes par un autre, décalage détectable en spectroscopie atomique, nucléaire ou vibrationnelle.

## Spectroscopie atomique
Les déplacements isotopiques en spectroscopie atomique sont les légères différences entre niveaux d'énergie des isotopes d'un même élément chimique. Lorsque le spectre présente une structure hyperfine, ce déplacement se mesure avec le décalage du centre de gravité du spectre. Du point de vue de la physique nucléaire, le déplacement isotopique est un outil permettant d'étudier la structure nucléaire, principalement dans la détermination des différences charge-rayon indépendante des modèles nucléaires.
Deux effets produisent ce déplacement :
- la différence de masse atomique des isotopes, surtout sensible pour les éléments légers[1]. Il est traditionnellement décomposé en déplacement normal, ou Normal Mass Shift (NMS), résultant de la modification de la masse réduite de l'électron, et déplacement spécifique, ou Specific Mass Shift (SMS), présent dans les atomes et les ions multiélectroniques. Le NMS relève d'un effet purement cinématique, étudié de manière théorique par Hughes (en) et Eckart[2]. Le SMS a été observé pour la première fois dans le spectre d'isotopes du néon par Nagaoka et Mishima[3] ;
- la différence de volume, ou déplacement de champ, qui prédomine pour les éléments lourds. Cette variation résulte d'un changement dans la distribution des charges électriques dans le noyau atomique. La première formulation théorique de cet effet est due à Pauli et Peierls[4],[5], selon laquelle, en termes simples, la variation d'un niveau d'énergie résultant de la variation du volume est proportionnelle à la variation de la densité de probabilité électronique à l'origine multipliée par la moyenne quadratique des variations de rayons de charge.

## Spectroscopie RMN
En spectroscopie RMN, les effets isotopiques sur le déplacement chimique sont particulièrement faibles, bien inférieurs à 1 ppm. Les signaux 1H pour le dihydrogène 1H2 et le deutérure d'hydrogène 1H2D sont facilement distingués du point de vue de leur déplacement chimique. L'asymétrie du signal de l'impureté 1H pour CD2Cl2 provient des déplacements avec CDHCl2 et CH2Cl2.

## Spectroscopie vibrationnelle
Les déplacements isotopiques sont essentiellement connus et utilisés en spectroscopie infrarouge dans la mesure où ils sont comparativement plus grands, étant proportionnels à la racine carrée des écarts de masse atomique entre isotopes considérés. Dans le cas de l'hydrogène, le déplacement H-D vaut (1⁄2)1⁄2, soit 1⁄√2 = 0,7071. Les vibrations C–H pour le méthane CH4 et sa version deutérée CD4 sont visibles respectivement à 2 917 cm−1 et 2 109 cm−1. Cette différence reflète la variation de la masse réduite dans les liaisons chimiques concernées.